# Пюре
С пюре, в българската кулинарна традиция се нарича продукт от синтно смлени, стрити или пасирани сварени плодове и/или зеленчуци, с добавени овкусители и подправки.
Пюрето се използва като част от добавка към гарнитури, салати, сандвичи или като храна за малки деца.
Най-често приготвяни в домашна кухня са картофено пюре, доматено пюре и различни десертни плодови пюрета.
В други езици с пюре наричат и кулинарни продукти от скълцани или пасирани зеленчуци, които българите наричат лютеница.
Българите не наричат и плодовите сокове, които са извлек (екстракт) от плодоове – пюрета, но в някои страни натуралните сокове се третират, като пюрета. В българската традиция е прието такъв тип сокове да се наричат с думата „нектар“. Плодовите нектари най-често са свежи плодови сокове, които са получени чрез допълнителни механични и/или топлинни преработки и имат консистенция, близка до консистенцията на българския и предориенталски сладкарски продукт боза.

## Етимология
Думата пюре е с френски произход (purée), но тази дума във френския се използва само за смляни или пасирани свежи плодове, а не за сварени. Примерно за традиционното картофено пюре французите ползват израза patates pilées, а не pommes purée. Въпреки това, в съвременния френски вече навлиза и изразът la purée de pommes de terre, който се употребява и за познатото пюре от сварени картофи.
В английския език, освен думата пюре се използва думата mash, която в свободен превод на български може да означава „смачкване, смачканица“ или „мешавица“, все думи, които рядко се използват в българския език за храни, поради пейоративното значение, което се получава при тяхната употреба.